# Haematopota gallii
Haematopota gallii är en tvåvingeart som beskrevs av Eugène Louis Bouvier 1936. Haematopota gallii ingår i släktet Haematopota och familjen bromsar.
Artens utbredningsområde är Angola. Inga underarter finns listade i Catalogue of Life.